# 十上経
『十上経』（じゅうじょうきょう、巴: Dasuttara-sutta, ダスッタラ・スッタ）とは、パーリ仏典経蔵長部の第34経。『十増経』（じゅうぞうきょう）とも。
類似の伝統漢訳経典としては、『長阿含経』（大正蔵1）の第10経「十上経」、『長阿含十報法経』（大正蔵13）がある。

## 構成

### 登場人物
- 釈迦
- サーリプッタ（舎利佛・舎利子）

### 場面設定
ある時釈迦は、アンガ国のチャンパーに500人の比丘と共に滞在していた。
そこでサーリプッタは、比丘たちに
- 1つの要素から成る法を10
- 2つの要素から成る法を10
- 3つの要素から成る法を10
- 4つの要素から成る法を10
- 5つの要素から成る法を10
- 6つの要素から成る法を10
- 7つの要素から成る法を10
- 8つの要素から成る法を10
- 9つの要素から成る法を10
- 10の要素から成る法を10

説く。
比丘たちは歓喜する。

## 日本語訳
- 『南伝大蔵経・経蔵・長部経典3』（第8巻） 大蔵出版
- 『パーリ仏典 長部（ディーガニカーヤ） パーティカ篇II』 片山一良訳 大蔵出版
- 『原始仏典 長部経典3』 中村元監修 春秋社